# سابين أبيلمانس
سابين أبيلمانس مواليد 22 أبريل 1972 في بلجيكا، هي لاعبة كرة مضرب بلجيكية سابقة بدأت مسيرتها كمحترفة سنة 1988 وكانت تلعب باليد اليسرى، اعتزلت اللعب في 2001. أعلى تصنيف لها في الفردي كان المركز الـ 16 في سنة 1997. سبق أن شاركت في دورة الألعاب الأولمبية الصيفية.

## الخط الزمني للأداء
مفتاح
| ف | ن | ن.ن | ر.ن | د# | د.م | ل | أ.أ | ت | غ | ب | ف | ذ | م.خ | ل.ت |

(ف) فاز بالبطولة (ن) وصل النهائي (ن.ن) نصف النهائي (ر.ن) ربع النهائي (د#) الأدوار الأربعة الأولى (د.م) دور المجموعات (ل) شارك في كأس ديفيز (أ.أ) خرج من الأدوار الاولى (ت) خسر التصفيات التأهيلية (غ) غاب عن الحدث أو البطولة (ب) حصل على ميدالية برونزية (ف) حصل على ميدالية فضية (ذ) حصل على ميدالية ذهبية (م.خ) بطولة الماسترز خُفضت إلى مرتبة أقل (ل.ت) البطولة لم تعقد في السنة المعينة.
لتجنب الارتباك وازدواجية الحساب، يتم تحديث هذه المعلومات إما في نهاية البطولة، أو عندما تكون مشاركة اللاعب في البطولة قد انتهت.
| الدورة                        | 1988 | 1989 | 1990 | 1991 | 1992 | 1993 | 1994 | 1995 | 1996 | 1997 | 1998 | 1999 | 2000 | 2001 |
| ----------------------------- | ---- | ---- | ---- | ---- | ---- | ---- | ---- | ---- | ---- | ---- | ---- | ---- | ---- | ---- |
| أستراليا المفتوحة             | -    | -    | د3   | د4   | د1   | د1   | د3   | د3   | د4   | ر.ن  | د1   | د3   | د3   | د2   |
| فرنسا المفتوحة                | د2   | -    | د1   | د4   | د2   | د2   | د2   | د3   | د3   | د1   | د1   | د1   | د1   | -    |
| ويمبلدون                      | -    | -    | -    | د1   | د2   | د3   | د1   | د1   | د4   | د4   | د3   | د2   | د4   | -    |
| أمريكا المفتوحة               | -    | -    | د3   | د1   | د4   | د2   | د1   | د3   | د1   | د1   | -    | د4   | د1   | -    |
| بطولات جولة رابطة محترفات تنس | -    | -    | -    | -    | -    | -    | -    | -    | -    | د1   | -    | -    | -    | -    |

## روابط خارجية
- سابين أبيلمانس على موقع رابطة محترفات التنس (الإنجليزية)
- سابين أبيلمانس على موقع الاتحاد الدولي لكرة المضرب (الإنجليزية)
- سابين أبيلمانس على موقع كأس بيلي جين كينغ (الإنجليزية)
- سابين أبيلمانس على موقع خلاصة التنس.كوم (الإنجليزية)
- سابين أبيلمانس على موقع إي إس بي إن.كوم (الإنجليزية)
- سابين أبيلمانس على موقع اللجنة الأولمبية الدولية (الإنجليزية)
- سابين أبيلمانس على موقع أوليمبيديا (الإنجليزية)